# Euprepiophis mandarinus
Il serpente di giada  (Euprepiophis mandarinus Cantor, 1842) è un serpente non velenoso appartenente alla famiglia dei colubridi e diffuso in India, Cina e Vietnam.

## Etimologia
Dal greco ευπρεπής, "ben vestito", ed όφις, "ofide". Il nome comune di questo rettile nei luoghi d'origine è, infatti, 玉斑锦蛇 , pronuncia "Yù ban jìn she", ovvero "serpente vestito di broccato di giada", riferito alla bellezza dei suoi colori e della sua livrea.

## Descrizione

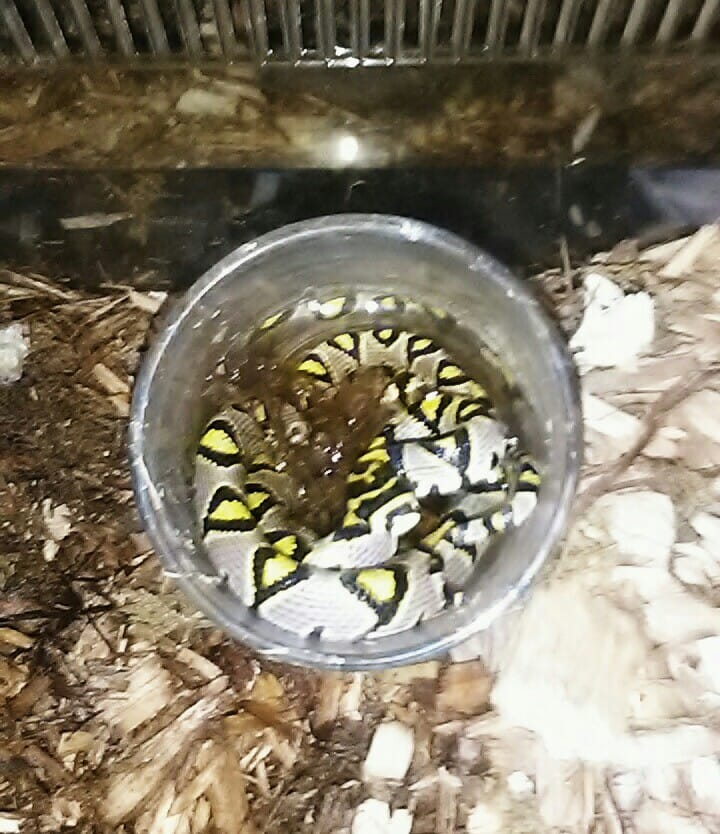
Piccolo di serpente di giada che si rinfresca nella ciotolina dell'acqua

È un serpente di medie dimensioni: gli esemplari adulti raggiungono i 110-120 cm. La corporatura del serpente è sempre agile, flessuosa e snella, con la testa poco distinta dal collo.
Il colore di fondo è grigio cenere, o grigio azzurrato, spesso con picchiettature rosse su ogni squama, e il dorso è ornato da losanghe nere, contornate di giallo translucente, e riempite al centro di giallo. il capo è completamente nero, come gli occhi, che si riescono a distinguere solamente dalla lucentezza della squama occhiale. La parte inferiore del capo, sul mento e la gola, è bianca contornata di giallo. Questa livrea particolare ne fa un serpente unico in tutta la fauna erpetologica del pianeta, immediatamente distinguibile dagli altri e di una bellezza a cui anche chi non ama i rettili difficilmente può rimanere indifferente. Il nome comune cinese, "serpente vestito di broccato di giada" è perfetto per descrivere le tonalità ambrate dei suoi disegni.

## Biologia
Specie fossoria, schiva, riservata e amante della tranquillità, è difficile da sorprendere in natura, e, per questa ragione, si è sempre ritenuta più rara di quanto non sia in realtà. Tendenzialmente attivo dal tardo pomeriggio, durante la notte fino alle prime ore del mattino, quando si scalda sotto i primi tiepidi raggi di sole, caccia piccoli roditori, raramente all'agguato, più frequentemente penetrando nei nidi e facendo razzia dei nidiacei di topi, arvicole e ratti neonati. I serpenti neonati di questa specie predano anche, in natura, insetti e piccole lucertole. In alcune parti del suo areale non è raro scorgerlo nei pressi dei depositi di rifiuti delle cucine dei rifugi di montagna, dove cerca prede abbastanza piccole per essere cacciate. Nel modo di vita, nonostante per anni sia stato classificato nel genere Elaphe, i serpenti dei ratti, è molto più simile, per le sue abitudini sotterranee e la tendenza ad installarsi in tane e termitai abbandonati, ai serpenti del latte americani.

### Comportamento
Attivo già nelle primissime ore del mattino, alla ricerca di qualche raggio di sole per termoregolarsi, passa poi gran parte della giornata seminascosto sotto cortecce, rocce piatte, nei tronchi d'alberi o tra ammassi di foglie e vegetali in decomposizione, dove, grazie alla sua livrea, si mimetizza facilmente. Nelle ore più calde della giornata è spesso al riparo in qualche luogo umido, per riprendere le attività nel tardo pomeriggio e durante la notte. 
Diffidente dei roditori adulti, predilige la caccia nelle tane o nei nidi di uccelli che nidificano al suolo. Raramente tenta l'arrampicata, e, sorpreso mentre scala rami di alberi bassi, spesso si lascia cadere per darsi conseguentemente alla fuga. Schivo, timido e riservato, passa gran parte della sua esistenza in perfetto isolamento, tranne durante la primavera, dove, con l'estro delle femmine, non è raro sorprendere i maschi impegnati in combattimenti rituali in campo aperto, o due individui in accoppiamento, di solito tra il sole e l'ombra o nell'intrico di alberi caduti. 
Anche se frequenta volentieri i coltivi, non sopporta la presenza umana, e, se molestato, reagisce con violenti attacchi, "difendendo" la posizione finché l'importuno non desiste (o, più realisticamente, viene catturato per il commercio di animali esotici, la medicina tradizionale cinese, o, più frequentemente, per essere venduto ai mercati locali e cucinato, in quanto ritenuto commestibile dalle popolazioni locali). I morsi del serpente di giada sono completamente innocui per l'uomo, causando al massimo leggere escoriazioni. 
Vivendo in areali dove la neve copre il suolo svariati mesi l'anno, la vita attiva di questo serpente è piuttosto breve. Da ottobre ad aprile è in letargo, in maggio/giugno si nutre e si accoppia, nei mesi più caldi spesso va in estivazione, passando i giorni riparato in un luogo fresco ed umido, a settembre/ottobre riprende ad alimentarsi, per poi prepararsi alla latenza invernale. In natura vive fino a 12-15 anni.
È un animale che non ama i climi caldi, anzi, predilige areali collinari, montuosi, da 200 metri sopra il livello del mare, fino a 2000 metri. Eccezionalmente in Tibet questo serpente è stato sorpreso in piena attività in località prossime ai 3000 metri. Temperatura ideale: 22 °C, attivo tra i 15 e i 26 °C, sopra i 29-30 °C smette di nutrirsi e, se le temperature calde perdurano, può correre il rischio di disidratarsi, andare incontro a blocco renale, e, conseguentemente, alla morte. Durante la latenza invernale tollera senza problemi temperature prossime a 0 °C, e, per periodi di qualche settimana, fino a -5 °C.

### Alimentazione
Roditori, nidiacei, raramente lucertole e anfibi.

### Riproduzione
Dopo il lungo periodo di latenza, l'accoppiamento avviene tra fine aprile e i primi di giugno. Le femmine, sessualmente mature verso il quarto anno di vita, depongono da quattro fino a 15 uova, che incubate dalla temperatura dell'ambiente, schiudono in circa due mesi, dando vita a piccoli lunghi 22-28 cm, identici ai genitori e completamente autosufficienti. Dopo la deposizione, la femmina abbandona le uova, trattandosi di una specie che non adotta cure parentali. I maschi si "guadagnano" il diritto al territorio e all'accoppiamento con combattimenti rituali molto caratteristici, durante i quali però i contendenti non fanno uso di morsi, limitandosi a cercare di "schiacciare" a terra l'avversario, e non ci sono ferimenti. Anche il maschio sconfitto, spesso, si accoppia comunque con una delle femmine dello stesso territorio.

## Distribuzione e habitat
L'areale di distribuzione di questo serpente è vastissima, e copre uno spazio superiore ai 3000 chilometri quadrati.
È presente in India e in Myanmar, e, soprattutto, in Cina (Anhui, Pechino, Chongqing, Fujian, Gansu, Guangdong, Guangxi, Guizhou, Hubei, Hunan, Jiangsu, Jiangxi, Liaoning, Shaanxi, Shanghai, Sichuan, Tianjin, Tibet, Yunnan, Zhejiang), a Taiwan (Hualien, Nantou e Taichung) e in Vietnam.
Rifugge le aree calde, e predilige colline anche rocciose, prati coltivati, boschi, foreste, rive di corsi d'acqua, tra i 200 e i 2000 metri sul livello del mare, eccezionalmente fino a 3000 metri di altitudine (Tibet).

## Tassonomia
Classificata per anni nel genere Elaphe, ne è stata distaccata a causa delle sue caratteristiche biologiche e comportamentali (è molto più vicina, strutturalmente e nel modo di vita, ad un Lampropeltis, che ad una Elaphe) e ricollocata nel genere Euprepiophis.
Se si considera la popolazione presente ed endemica del Vietnam (che si differenzia dalle popolazioni continentali per l'assenza di pigmento giallo, presentando una livrea biancastra a losanghe nere) solo come una variante locale, allora la specie è monotipica.

## Conservazione
A causa della sua bellezza, ma anche per le credenze legate alla medicina locale, e, non ultimo, per l'abitudine (anche a cagione dell'estrema povertà) degli abitanti di molte parti del suo areale di distribuzione di cibarsi anche di serpenti, il serpente di giada è stato oggetto di una caccia spietata fino a gran parte degli anni '90 del XX secolo. La medicina tradizionale cinese ricercava la cistifellea di questi animali come pregiatissimo ingrediente dei suoi rimedi, e in molti villaggi ancora oggi tutti gli abitanti praticano la professione di "serparo", per mutilare questi rettili prima di affidarli alle cucine. Nel 1997, il consumo di esemplari di Euprepiophis mandarinus per l'alimentazione umana è stato stimato attorno alle due tonnellate l'anno. Il mercato degli animali da compagnia ha ricercato con ingordigia fin dagli anni '70, specialmente in Mitteleuropa, esemplari di questo splendido serpente da allevare. A causa della timidezza innata, della delicatezza, della facilità di disidratazione a cui vanno incontro, il 90% degli animali importati moriva miseramente per le condizioni drammatiche che incontrava durante il trasporto. I pochi che arrivavano vivi, non essendo possibile come al giorno d'oggi informarsi e scambiare opinioni o anche andare "in loco" a vedere l'habitat di questi serpenti, non erano stabulati convenientemente (spesso a temperature adatte a un "serpente dei ratti", ma non a questa specie), e, anche per l'enorme carico di parassiti che fiorivano durante la cattura e il viaggio, non resistevano alla cattività se non per poche settimane.
Oggi, grazie alla diffusione ed alla condivisione più semplice ed immediata delle conoscenze, la situazione è migliorata. Molte regioni della Cina hanno introdotto leggi a salvaguardia della fauna autoctona, ed il mercato della terraristica è soddisfatto dalla presenza di esemplari nati in cattività ed a prezzi piuttosto abbordabili, forse la decima parte di quanto potesse essere la richiesta per un Euprepiophis nato in cattività solo vent'anni fa. Per sua fortuna, la sua predilezione per gli areali isolati e difficilmente accessibili, e la creazione di nuovi Parchi Protetti in queste zone, sta permettendo a questo meraviglioso serpente di continuare la sua vita, timida e tranquilla, nei suoi paradisi naturali.